# تابورسکا
تابورسکا (به لاتین: Táborská) یک منطقهٔ مسکونی در جمهوری چک است که در هازلوو واقع شده‌است. تابورسکا ۱۳ نفر جمعیت دارد.

## نگارخانه

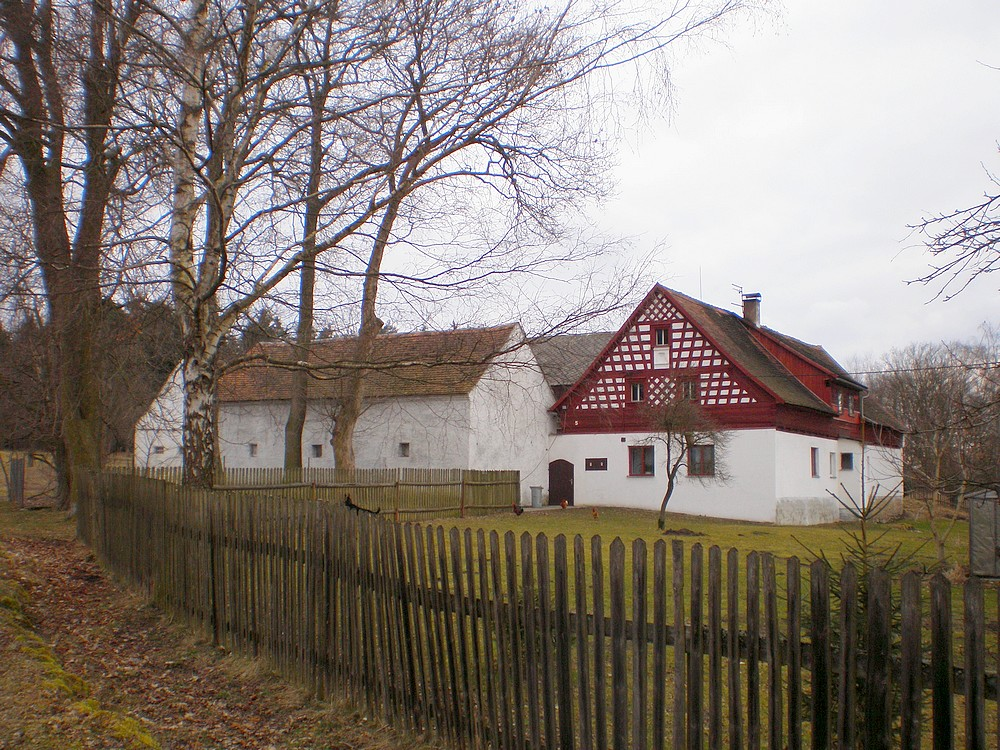
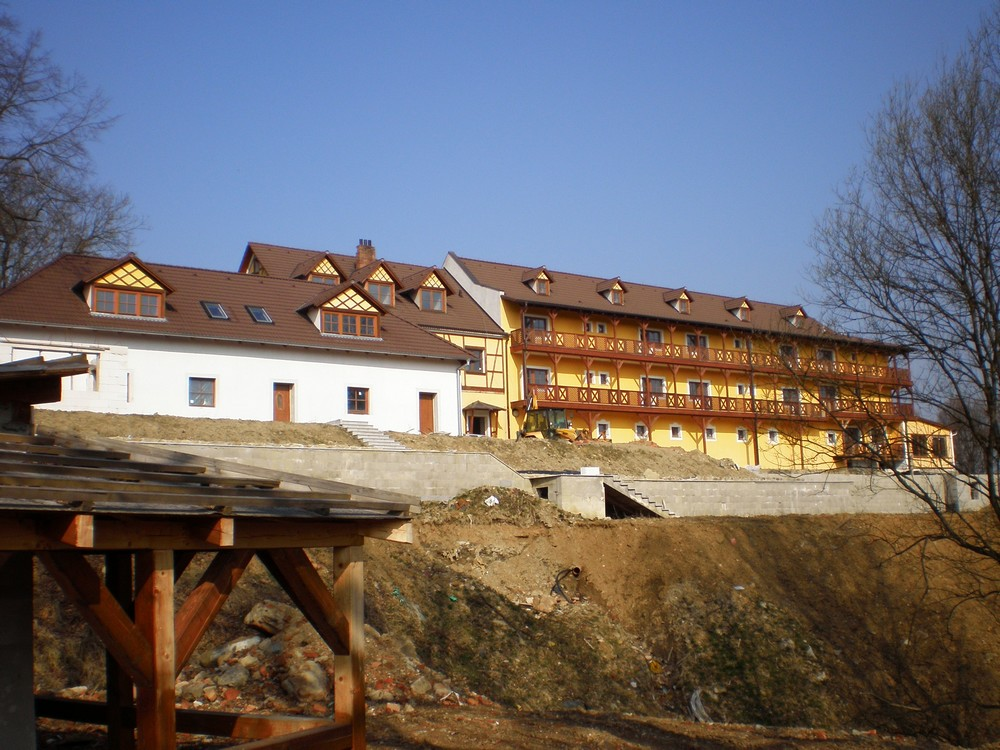